# Prozessionsaltar (Euerdorf, Ringstraße)

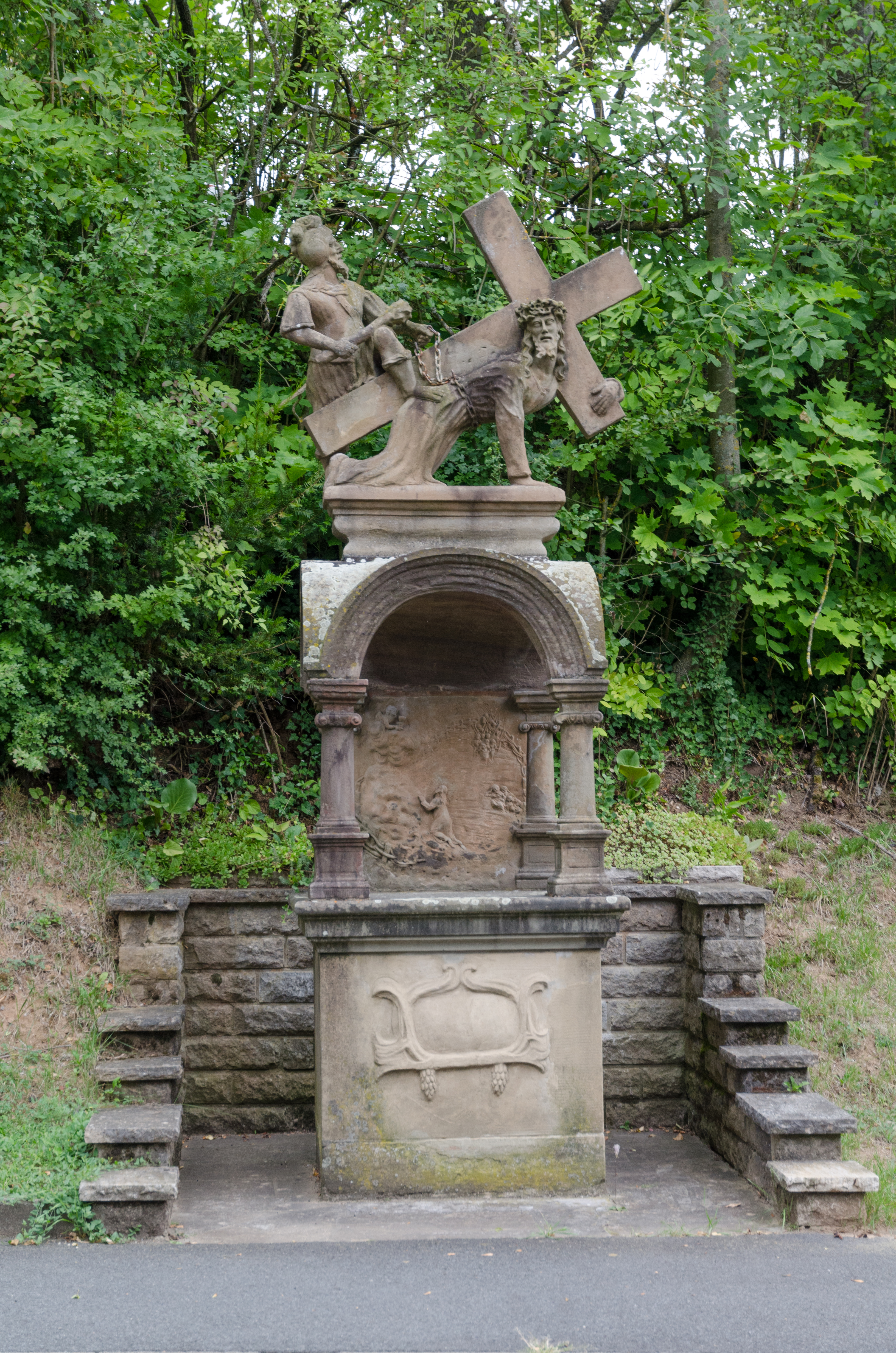
Prozessionsaltar in der Ringstraße in Euerdorf.

Der Prozessionsaltar in der Ringstraße befindet sich in Euerdorf, einem Markt im unterfränkischen Landkreises Bad Kissingen in der Ringstraße.
Er gehört zu den Baudenkmälern in Euerdorf und ist unter der Nummer D-6-72-122-19 in der Bayerischen Denkmalliste registriert.

## Beschreibung
Der Prozessionsaltar besteht aus gelbem Sandstein und stammt aus dem Jahr 1716.
Das Relief des Prozessionsaltars zeigt Christus am Ölberg, schlafende Jünger, nahende Soldaten, einen tröstenden Engel mit Kelch. Die Inschrift an der Sockelblende ist unleserlich. darunter sind zwei Brötchen und ein Laib Brot abgebildet abgebildet. Der Prozessionsaltar ist mit der Jahreszahl „1716“ bezeichnet.
Der Prozessionsaltar hat eine Höhe von 350 cm. Der Sockel hat die Abmessungen 96 cm × 100 cm × 91 cm. Die Säulchen haben einen Umfang von 34 cm.
Der Prozessionsaltar hat Ähnlichkeit mit einem Prozessionsaltar in Obervolkach und einem in Bad Brückenau aus der ersten Hälfte des 18. Jahrhunderts, die auch mit einem Kreuzschlepper und der Freifigur eines Soldaten ausgestattet sind, was die Herkunft aus der gleichen Werkstatt vermuten lässt.